# Say You'll Be There
Say You'll Be There este un single al formației de origine britanică Spice Girls aflat pe albumul de debut intitulat Spice.